# 郢書燕説
郢書燕説（えいしょえんせつ）は、「辻褄の合わないことにもっともらしい理由をつけること」という意味で、『韓非子』が出典とされる。

## 『韓非子』における記述
- たとえ話に意味を乗せ、その後に注釈を示している。

郢（楚国の首都）の学者が燕国の大臣へ手紙を書いている時、手元が暗かったのでそばにいた小間使いに「明かりを掲げよ」と命じたところ、ついうっかり手紙にも「明かりを掲げよ（挙燭）」と書き、そのまま送ってしまった。
その手紙を受け取った燕の大臣は文の中にある「明かりを掲げよ」という言葉の意味が分からず首をかしげるが、「これは明を尊べという意味だろう。明とは賢人のことで、賢人を重用することが国の発展につながると伝えているに違いない」と勝手に解釈し、燕王に賢者を求めるよう進言し、燕王もその進言を容れて広く人材を集めた。果たしてその政策が功を奏し、燕はよく治まった。
このたとえ話に続けて韓非は「古典の中で分からないことが出てきた時、自分なりに解釈しようとするが、それが作者の意に沿ったものとなるとは限らない」とまとめている。